# 天台小檗
天台小檗（学名：Berberis lempergiana）为小檗科小檗属的植物，是中国的特有植物。分布于中国大陆的浙江等地，生长于海拔1,200米的地区，多生长于林缘、山坡林下、灌丛中和山谷溪边，目前尚未由人工引种栽培。

## 别名
长柱小檗（浙江植物志）

## 异名
- Berberis lempergiana ssp. wulingensis C. M. Hu